# Jean Pinard
Pour l’article homonyme, voir Jean Pinard (architecte).
Jean Pinard, né à Saint-Christophe-du-Bois en 1768, mort guillotiné à Paris, place de Grève, le 16 décembre 1794, est un révolutionnaire français, commissaire du Comité révolutionnaire de Nantes. 

## Biographie
Né de parents peu fortunés, il se consacre de bonne heure à l'industrie : il établit à Petit-Mars, près de Nort-sur-Erdre, une fabrique de savon qu'il exploite jusqu'à l'époque du soulèvement vendéen en mars 1793.
Contraint de se réfugier à Nantes, Jean Pinard s'engage alors dans un bataillon de volontaires pour combattre les insurgés. Ainsi, lors de la bataille de Nantes, il prend part aux combats de Nort-sur-Erdre, durant lesquels 500 à 600 soldats républicains, sous les ordres de Meuris résistent pendant huit heures à l'armée insurgée, commandée par Cathelineau et d'Elbée et forte de plus de 40 000 hommes, le 27 juin 1793. Avec 41 autres soldats, il parvient à traverser les lignes ennemies et à rejoindre Nantes. Cette bataille ralentit la progression des insurgés en direction de Nantes et donne du temps au général Canclaux, pour organiser la défense de la ville. N'ayant pu s'en emparer, les royalistes doivent lever le siège le 29 juin 1793.
Soldat remarqué par sa vaillance au combat, il se livre à des exactions, dans un contexte de désorganisation et de tueries. Bien qu'attaché à l'armée comme militaire, il est impliqué comme commissaire du comité révolutionnaire de Nantes, lors de la réaction thermidorienne,.
Arrêté, il est traduit devant le tribunal révolutionnaire à partir du 25 vendémiaire an II (16 octobre 1794). D'après l'accusateur public, Michel-Joseph Leblois, « Pinard était le grand pourvoyeur [du comité]; il servait aux expéditions de la campagne; il pillait, volait impunément et faisait conduire chez chacun des membres du comité tout ce dont ils avaient besoin pour l'usage journalier de leur maison. » Parmi les témoignages à charge, Mariotte, horloger à Nantes, l'accuse d'avoir tué des hommes, des femmes et des enfants non armés et d'avoir cherché à leur soutirer de l'argent. Il est condamné à mort et guillotiné le 26 frimaire an III (16 décembre 1794) avec Michel Moreau-Grandmaison et Jean-Baptiste Carrier, tandis que leurs coaccusés sont acquittés. Cet acquittement provoque l'émoi de la Convention, qui demande le renvoi des acquittés devant le tribunal d'Angers. On ne sait pas si ce procès en seconde instance a eu lieu.

Selon Charles Nodier : 

« Pinard, qui devait la subir [la mort] avant lui [Carrier], se défit tout à coup, par une secousse brusque et vigoureuse, des deux exécuteurs qui l'accompagnaient; puis courant au proconsul, la tête baissée comme un taureau furieux, il l'en frappa dans la poitrine et le jeta sans connaissance et presque sans vie sur les degrés de l'échafaud. Quelques minutes après, ceux-là étaient devant leurs juges, et les autres s'étourdissaient de leurs remords dans l'ivresse d'une orgie. »